# Kåre (krebsdyr)
 For alternative betydninger, se Kåre. (Se også artikler, som begynder med Kåre)
En almindelig kåre (Neomysis integer) er et krebsdyr i gruppen pungrejer, der er knap 2 cm lang. Den er meget almindelig ved de fleste af vores kyster. Den findes på lavt vand i beskyttede områder. Som de fleste andre kårer svømmer den frit i vandet i store stimer. Den kan ligne en "rejeunge", men kendes på sine stilkede øjne og sin svømmevifte. Kåren lever af alger og larver af rejer, krabber og børsteorme.